# 唐朝銭
唐朝銭（とうちょうせん）は、唐代の中国で流通した銭貨。唐銭（渡唐銭）は渡来銭とほぼ同義であり、ここでの唐朝銭とは異なる。

## 概要
唐代初期には隋の五銖銭も使用されたが、621年にはこれを廃し、開元通宝を発行する。直径8分、重さ0.1両（従来の単位で2銖4絫、これに1銭という新たな単位が与えられた）はその後長きにわたって銭貨の標準となった。開元通宝の銭銘を持つ銭貨はほぼ唐代を通して発行された。また、後の五代十国や太平天国でも発行された。
666年、乾封泉宝発行される。
759年、乾元重宝発行される。
代宗帝（在位:762年 - 779年）、大暦元宝を発行。 
徳宗帝（在位:779年 - 805年）、建中通宝を発行。
その後、大暦元宝・建中通宝の省文銭として、それぞれ「元」・「中」の字が表記されただけの元字銭・中字銭が発行される。
その他、乾元（758年 - 760年）の頃、史思明は得一元宝および順天元宝を発行している。

### 渡来銭として
これらのうち、開元通宝と乾元重宝は比較的出土数も多い。